# Nefrolepis wyniosły

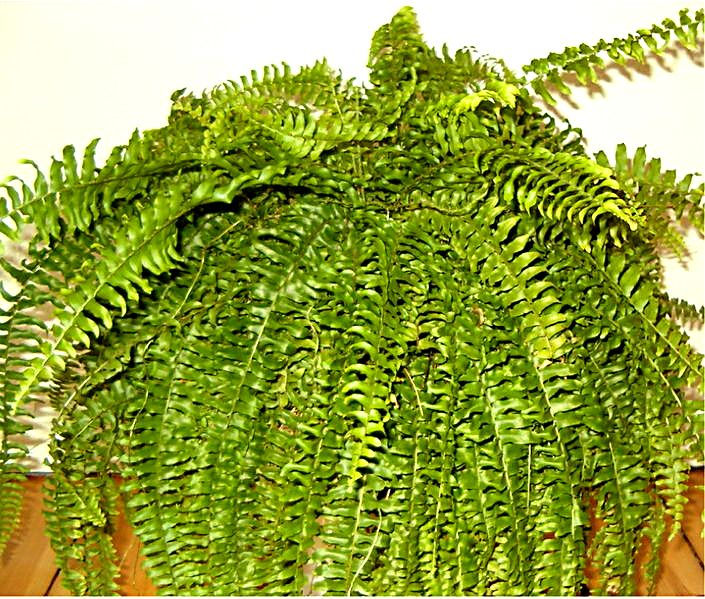
Nefrolepis exaltata

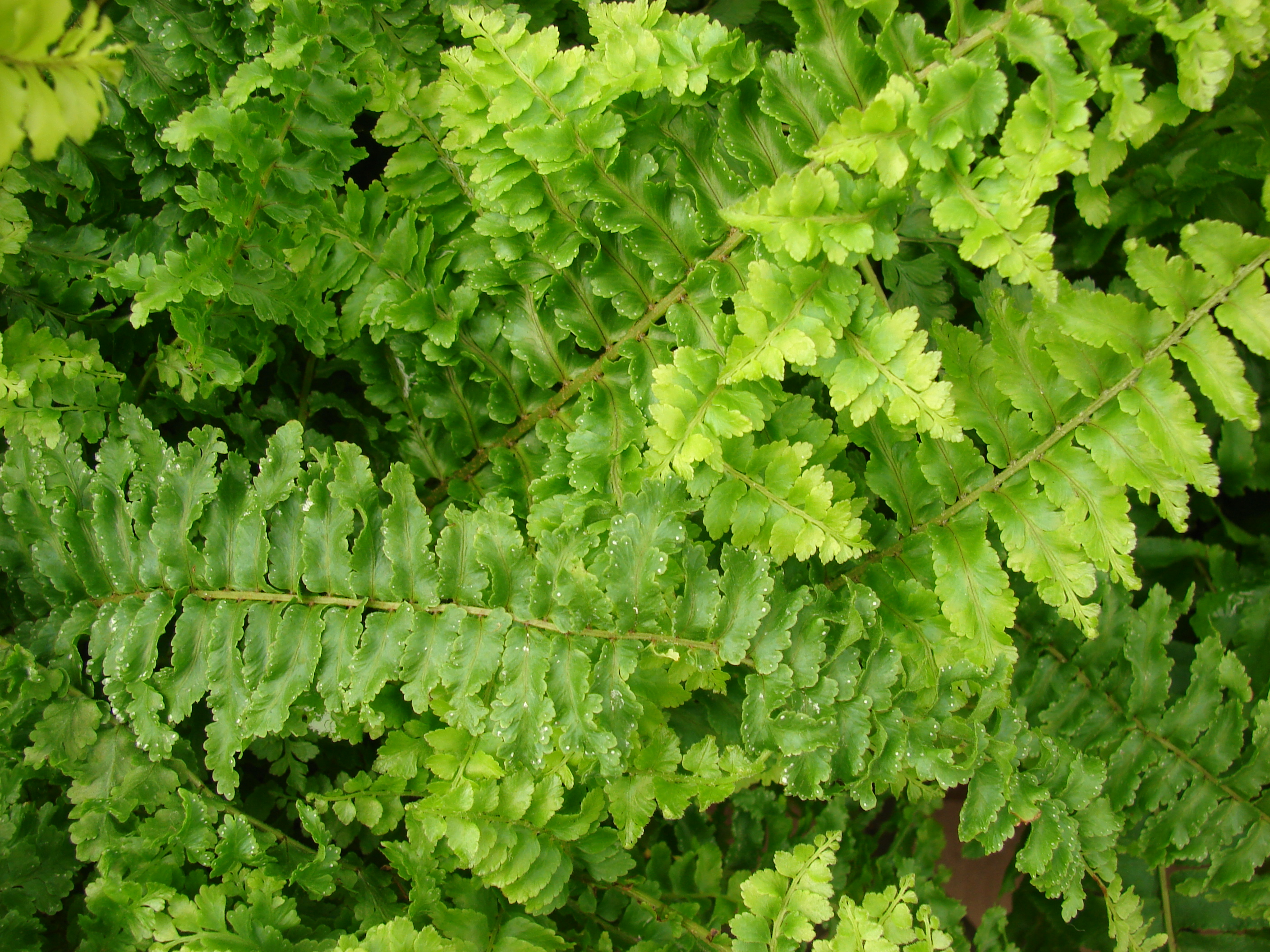
Liście

Nefrolepis wyniosły, n. wysoki, nerczyłusk wyniosły, paprotka (Nephrolepis exaltata Schott) – gatunek paproci. Pochodzi z północnych obszarów Ameryki Południowej (Brazylia, Gujana), Karaibów i południowych rejonów Ameryki Północnej (Meksyk, Floryda). Jest uprawiany jako roślina ozdobna. Nazwa rodzajowa pochodzi od nerkowatego kształtu  zawijek osłaniających kupki zarodni (nephros = nerka, lepis = łuska).

## Morfologia
LiściePojedynczo lub podwójnie pierzaste, u różnych odmian mają długość 80–180 cm, uprawiane w mieszkaniu przeważnie jednak nie przekraczają długości 80 cm. Zarodnie znajdują się na brzegach liści, zarodniki wytwarzane są przeważnie wiosną lub latem. Jednakże uprawiane odmiany są zazwyczaj bezpłodne, jeżeli nawet wytwarzają zarodniki, to wyhodowane z nich paprocie nie dziedziczą cech odmiany macierzystej
KłączeDługie, gęsto ulistnione z rozłogami.

## Zastosowanie
W krajach o ciepłym klimacie roślina ta jest uprawiana w ogrodach, nad zbiornikami wody, w Polsce głównie w szklarniach i w mieszkaniach jako roślina pokojowa. Liście używane są często do ozdabiania bukietów, wieńców i okolicznościowych wiązanek. Jej walorami ozdobnymi są jasnozielone, bujne i zwisające liście, u niektórych odmian podwójnie pierzaste lub skędzierzawione. Była bardzo popularna w epoce wiktoriańskiej, ale i obecnie jest jedną z częściej uprawianych roślin ozdobnych. Ze względu na swoje długie i zwisające liście nadaje się do uprawy w wiszących doniczkach lub na ścianie. Rośnie dość szybko, prawidłowo pielęgnowana może rosnąć nawet 12 lat.

## Odmiany
Uprawiane są liczne odmiany (kultywary), niektóre z nich są mutantami:
- 'Bostoniensis' – o liściach intensywnie zielonych i dłuższych niż u typowej formy gatunku
- 'Bostoniensis nana' – jak wyżej, tylko jest to roślina karłowata, o bardzo zwartym pokroju
- 'Hillii' – o liściach wąskich i podwójnie pierzastych
- 'Norwoodii' – o podwójnie pierzastych i fryzowanych liściach
- 'Piersoni' – o podwójnie pierzastodzielnych liściach
- 'Roosveltii' – o liściach fryzowanych. Odmiana silnie rosnąca
- 'Smithi' – o liściach wyjątkowo delikatnych, czterokrotnie pierzastych
- 'Superbissima' – o liściach bardzo gęstych
- 'Teddy Junior' – o liściach fryzowanych i ciemnych
- 'Whitmanii' – o listkach bardzo drobnych i silnie skędzierzawionych
- inne: 'Atlanta', 'Bornstedt', 'Corditas', 'Maassii', 'Sonata'

## Uprawa
- Wymagania. Jak większość paproci wymaga dużej wilgotności powietrza. W lecie optymalna jest temperatura 18–21 °C, zimą 14–15 °C. Jako podłoże najlepsza jest ziemia lekko kwaśna (ph 5,5–6) składająca się z próchnicznej ziemi liściowej, ziemi inspektowej i torfu w stosunku 4:1:1[5]. Nie lubi bezpośredniego oświetlenia słonecznego, najlepsze jest dla niej miejsce nieco zacienione.
- Sposób uprawy. Najważniejsze jest zapewnienie jest stałej dużej wilgotności. Roślinę stojącą w doniczce najlepiej jest wstawić do większego pojemnika ze stale wilgotnym torfem, roślina w pojemniku wiszącym powinna być codziennie zraszana, szczególnie w zimie, gdy powietrze jest suche. W lecie co 2 tygodnie nawozi się rozcieńczonym w wodzie nawozem wieloskładnikowym (z dużą przewagą azotu), jednakże musi to być roztwór silnie rozcieńczony (stężenie nie powinno być większe od 0,2%), gdyż nefrolepis jest wrażliwa na zasolenie)[6]. Co roku na wiosnę roślinę przesadza się do doniczki większej o 1-2 numery.
- Rozmnażanie. Na końcach rozłogów wytwarza (przeważnie na wiosnę) nieduże, nowe rośliny. Można je oddzielić od rośliny macierzystej i wsadzić do nowej doniczki. Dobrze rozrośnięte okazy można też rozmnożyć przez podział kępy. Przez zarodniki można rozmnożyć jedynie odmianę 'Bornstedt'[6].